# MBM FJ
Chronologie des modèles (1961)
La MBM FJ est une monoplace de Formule 1 construite par le constructeur automobile suisse Monteverdi Basle Motoren et engagée lors du Grand Prix d'Allemagne 1961. Elle est pilotée par le Suisse Peter Monteverdi.

## Historique
Passionné par le sport automobile, l'homme d'affaires suisse Peter Monteverdi, qui a repris l'entreprise Monteverdi Basle Motoren à la mort de son père, décide de faire construire, en 1961, deux châssis basés sur des monoplaces de Formule Junior destinés à participer à des courses de côte. Ces châssis, baptisés MBM FJ, sont mus par un moteur Porsche.
Le 23 juillet, Monteverdi prend part à une course hors-championnat du monde de Formule 1, la Solituderennen 1961, disputée en Allemagne sur le circuit de Solitude. En qualifications, il réalise le dix-septième et dernier temps puis abandonne au bout de deux tours après la casse de son moteur,.
Le Suisse s'inscrit ensuite au Grand Prix d'Allemagne, disputé le 6 août sur le Nürburgring, mais un accident survenu peu auparavant lors d'une course de Formule libre sur le circuit d'Hockenheim l'oblige à déclarer forfait.
Monteverdi renonce alors à participer à d'autres compétitions. Le deuxième châssis est depuis exposé dans le musée qui porte son nom à Binningen.

## Résultats en championnat du monde de Formule 1
| Saison | Écurie | Moteur           | Pneumatiques | Pilotes          | Courses | Courses | Courses | Courses | Courses | Courses | Courses | Courses | Points inscrits | Classement |
| Saison | Écurie | Moteur           | Pneumatiques | Pilotes          | 1       | 2       | 3       | 4       | 5       | 6       | 7       | 8       | Points inscrits | Classement |
| ------ | ------ | ---------------- | ------------ | ---------------- | ------- | ------- | ------- | ------- | ------- | ------- | ------- | ------- | --------------- | ---------- |
| 1961   | Privé  | Porsche 547/3 F4 | Dunlop       |                  | MON     | P-B     | BEL     | FRA     | GBR     | ALL     | ITA     | USA     | 0               | Non classé |
| 1961   | Privé  | Porsche 547/3 F4 | Dunlop       | Peter Monteverdi |         |         |         |         |         | Forf    |         |         | 0               | Non classé |

Légende : ici 